# دیپ تروت (فیلم)
دیپ ثروت، گلوی عمیق یا ته حلق (انگلیسی: Deep Throat) فیلم کمدی پورنو به کارگردانی جرارد دامیانو محصول سال ۱۹۷۲ است. از بازیگران آن می‌توان به هری ریمز، لیندا لاولیس، کارول کانرز و جرارد دامیانو اشاره کرد.
فیلم به‌لحاظ استفاده از پیرنگ داستانی و شیوهٔ ساختِ به‌نسبت حرفه‌ای از نخستین پورنونگاری‌های فکرشدهٔ تاریخ سینما و از طلایه‌داران عصر طلایی پورن به‌شمار می‌آید.